# Apechoneura terminalis
Apechoneura terminalis är en stekelart som först beskrevs av Brulle 1846.  Apechoneura terminalis ingår i släktet Apechoneura och familjen brokparasitsteklar. Inga underarter finns listade i Catalogue of Life.